# Õ
Õ, õはOにチルダを付した文字である。ポルトガル語、エストニア語等で使われる。

## 各言語における用法

### ポルトガル語
鼻音化した円唇後舌半狭母音を表す。また õe は、二重鼻母音 [õj̃] を表す。

### エストニア語
非円唇後舌母音を表し、非円唇後舌半狭母音[ɤ]や、非円唇後舌狭母音[ɯ]、非円唇中舌半狭母音[ɘ]で発音される。19 世紀初頭にOtto Wilhelm Masingが、それまでÖという文字で表記されていたこの発音を、Õという文字を採用し、複数の同音異義語の混同をなくし、単語の発音を明確に示した。

### グアラニー語
鼻音化した円唇後舌半狭母音を表す。

### スコルトサーミ語
非円唇中舌半狭母音で発音される。

### ヴォロ語
非円唇後舌半狭母音で発音される。

## 符号位置
| 大文字 | Unicode | JIS X 0213 | 文字参照               | 小文字 | Unicode | JIS X 0213 | 文字参照               | 備考 |
| ------ | ------- | ---------- | ---------------------- | ------ | ------- | ---------- | ---------------------- | ---- |
| Õ      | U+00D5  | 1-9-44     | &Otilde; &#xD5; &#213; | õ      | U+00F5  | 1-9-75     | &otilde; &#xF5; &#245; |      |